# Potur
Ein Potur (osmanisch پوتور; auch albanisch Poture) war im Osmanischen Reich ein zum Islam konvertierter Slawe, der es weiterhin vorzog, seine bäuerliche weiße Leinenhose zu tragen (im Gegensatz zur üblichen osmanischen Pluderhose). Die Bezeichnung Potur galt in der Regel einfachen Bauern oder Siedlern. Sie stammt aus dem Türkischen und bezeichnet eine schlaffe Bundfaltenhose (türk. potur). (türk. poturlu, jemand, der eine schlaffe Hose trägt)
Den Poture wurde oft nachgesagt, sie würden, sobald sich die Herrschaftsverhältnisse änderten, sofort wieder zum christlichen Glauben übertreten. Einigen wurde nachgesagt, sie seien in Wirklichkeit Krypto-Christen, d. h. nach außen hin gläubige Muslime, die jedoch ihren christlichen Glauben weiter praktizierten. Im osmanischen Reich war Poture eine abfällige Bezeichnung für bosnische Slawen, die, obwohl sie zum Islam konvertiert sind, in den Augen der Muslime primitiv und provinziell blieben.

## Falsche Thesen
Die Annahme, die Bezeichnung Potur stünde für polu-tur (slaw. in etwa Halbtürke) bzw. für poturčiti se (deut. sich in einen Türken verwandeln) trifft nicht zu.